# Васютенко, Остап
Остап Васютенко — кошевой атаман Войска Запорожского Низового (1667). Предположительно сын нежинского полковника Васюты Золотаренко (Василия Никифоровича Золотаренка, ? — 1654 — казнён 18.09.1663 г. в г. Борзна). Реестровый казак Лазаревской сотни Черкасского полка (1649). После смерти отца скрывался от гетмана Брюховецкого в Запорожской Сечи под прозвищем Чемерис. Вёл переписку с московским царём. Нежинский полковник (1669, 1670). Смещён гетманом Многогришиным за единомыслие с Нежинским воеводою Ржевским.